# Solanum cheesmaniae
Solanum cheesmaniae (tomate de Galápagos) es una planta herbácea perteneciente a la familia de las solanáceas y natural de las Islas Galápagos, Ecuador, donde habita en elevaciones costeras salobres.

## Descripción
Debido a que ha evolucionado en aislamiento de las demás especies de tomates silvestres del continente, esta especie exhibe una cantidad de características inusuales, tales como el color de los frutos amarillo-anaranjado brillante, el follaje verde amarillento y las semillas pequeñas. A pesar de que inicialmente crece erecto, las plantas maduras frecuentemente son decumbentes o rastreras, con los tallos pilosos profusamente ramificados. Las hojas son relativamente pequeñas, carnosas y pegajosas, las flores de color amarillo, se hallan cubiertas de pelos como el resto de la planta. Es muy variable desde el punto de vista morfológico pero, debido a que es una especie estrictamente autógama, los individuos de cada población son muy uniformes entre sí. Hasta hace poco tiempo, la otra especie de tomate silvestre endémica de las islas Galápagos, Solanum galapagense, se consideraba una subespecie de S. cheesmaniae, pero actualmente se las consideran dos especies distintas.

## Taxonomía
Solanum cheesmaniae fue descrita por (L.Riley) Fosberg y publicado en Phytologia 62: 181 1987.
Etimología
Solanum: nombre genérico que deriva del vocablo Latíno equivalente al Griego στρνχνος (strychnos) para designar el Solanum nigrum (la "Hierba mora") —y probablemente otras especies del género, incluida la berenjena— , ya empleado por Plinio el Viejo en su Historia naturalis (21, 177 y 27, 132) y, antes, por Aulus Cornelius Celsus en De Re Medica (II, 33). Podría ser relacionado con el Latín sol. -is, "el sol", debido a que la planta sería propia de sitios algo soleados.
Cheesmaniae: epíteto otorgado en honor del botánico Ernest Entwistle Cheesman.
Sinonimia
- Lycopersicon cheesmaniae Riley
- Lycopersicon cheesmaniae f. minor (Hook. f.) C.H. Mull.
- Lycopersicon cheesmaniae var. minor (Hook. f.) D.M. Porter
- Lycopersicon esculentum var. minor Hook. f.
- Lycopersicon peruvianum var. parviflorum Hook. f.[9]